# 가 (정위)
가(嘉, ? ~ ?)는 전한 전기의 관료이다. '가'는 이름자로, 성씨는 알 수 없다.

## 행적
문제 10년(기원전 170년), 정위에 임명되었다.

## 출전
- 반고, 《한서》권19하 백관공경표 下

| 전임 창 | 전한의 정위 기원전 170년 ~ 기원전 165년? | 후임 의창 |